# Бро, Николас
Николас Бро (дат. Nicolas Bro; род. 16 марта 1972) — датский актёр. Родился в Копенгагене. Николас родился и вырос в семье актеров. Его родители актёры, сестра — актриса. Две его тёти также являются актрисами. Закончил Датскую Национальную Школу Театрального Искусства.
Среди заметных ролей: телесериал «Мост», кинофильм «Рыцари справедливости».

## Фильмография
- 1998 — «Вечер выборов»
- 1999 — «The Art of Success»
- 2001 — «Kira's Reason: A Love Story»
- 2002 — «Minor Mishaps»
- 2003 — «Зелёные мясники»
- 2003 — «Stealing Rembrandt»
- 2003 — «Реконструкция»
- 2003 — «Rule No. 1»
- 2004 — «Игры королей»
- 2005 — «Адамовы яблоки»
- 2008 — «Soi Cowboy»
- 2009 — «На краю света»
- 2009 — «Братство»
- 2010 — «Боец»
- 2011 — «Боевой конь»
- 2013 — «Нимфоманка»
- 2013 — «Spies & Glistrup» (в главной роли Могенса Глиструпа)
- 2015 — «Мужчины и куры»
- 2015 — «Люди будут съедены»
- 2015 — «Мост»
- 2016 — «Убийцы из Нибе»
- 2018 — «Воитель»
- 2019 — «Пробуждающая совесть 2: Дар змеи»
- 2020 — «Рыцари справедливости»